# Tournoi de Singapour de rugby à sept
Le Tournoi de Singapour de rugby à sept (anglais : Singapore Rugby Sevens) est un tournoi de rugby à sept disputé à Singapour et comptant comme une étape du World Rugby Sevens Series en 2002, de 2004 à 2006 et depuis la saison 2015-2016.

## Historique

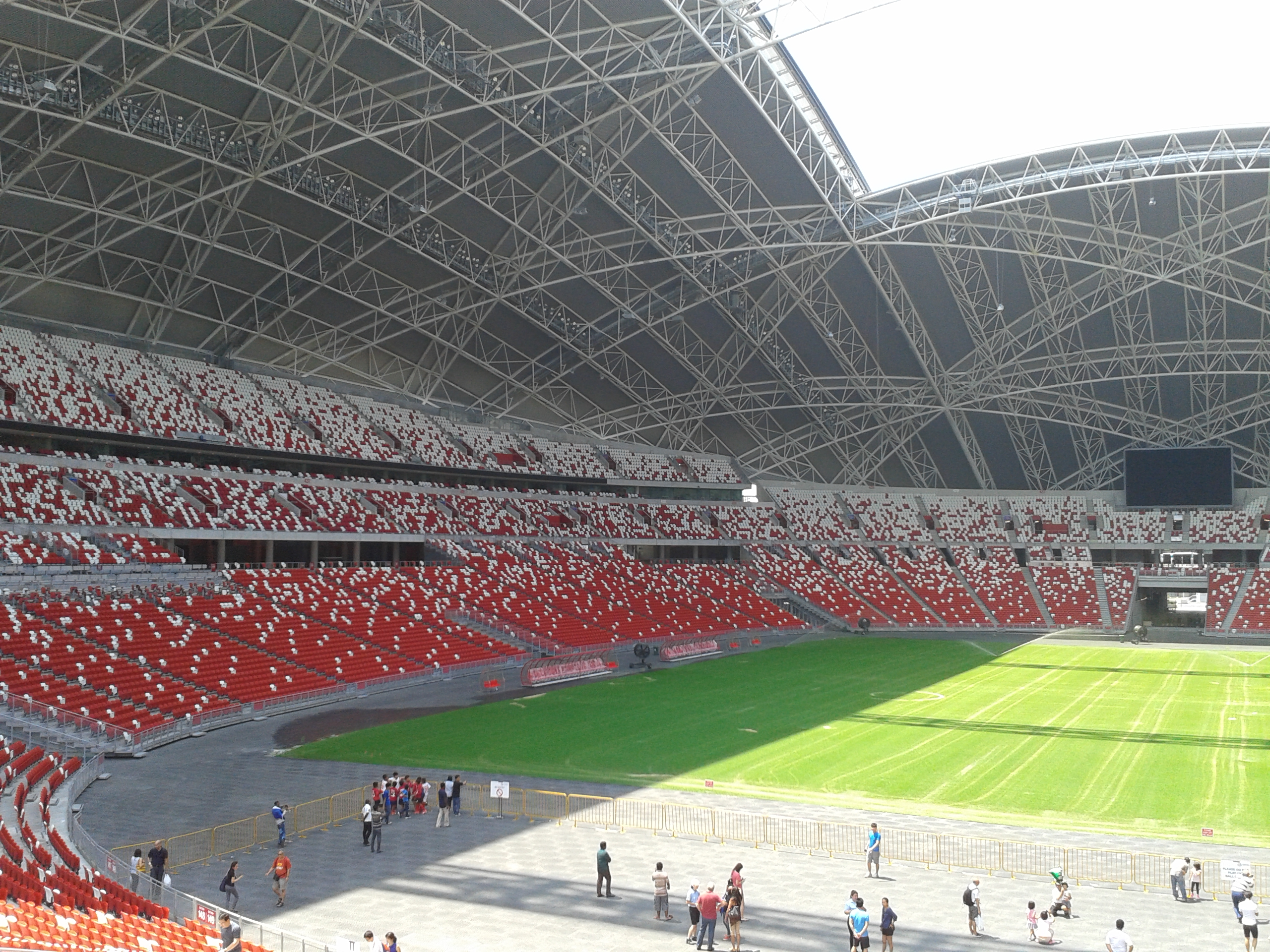
Nouveau National Stadium de Singapour

Le Singapour sevens est inscrit comme étape du World Rugby Sevens Series entre 2002 et 2006 ; l'édition de 2003 étant annulée en raison de l’épidémie de SRAS active dans cette région de l'Asie à cette époque. Le tournoi refait son apparition en tant qu'étape de l'Asian seven series en 2013. Le tournoi redevient, et ce, pour au moins les quatre prochaines années, une étape du World Rugby Sevens Series à partir de la saison 2015-2016. La compétition s'est déroulée dans l'ancien stade national de Singapour jusqu'en 2006 et dans le nouveau stade national depuis 2014.
L'édition 2020 est reportée en raison de la pandémie de Covid-19, puis définitivement annulée.

## Identité visuelle
Le logo du tournoi, pour son retour à partir de 2016, fait l'objet d'un concours. Celui du designer Tang Kong Dan est ainsi choisi en octobre 2015 ; il représente un lion, symbole de Singapour, et utilise les couleurs rouge, blanc et noir du drapeau national.

Évolution du logo
Logo de l'édition 2016 à 2018.
Logo depuis l'édition 2018.

## Palmarès
Étapes de l'Asia Sevens Series
| Année | Stade                     | Cup       | Cup     | Cup       | Plate     | Bowl      | Shield    |
| Année | Stade                     | Vainqueur | Score   | Finaliste | Vainqueur | Vainqueur | Vainqueur |
| ----- | ------------------------- | --------- | ------- | --------- | --------- | --------- | --------- |
| 2013  | Stade national, Singapour | Japon     | 24 – 19 | Hong Kong | Sri Lanka | Thaïlande | -         |

Étapes du World Rugby Sevens Series
| Année     | Stade                     | Cup              | Cup            | Cup            | Plate            | Bowl           | Shield         |
| Année     | Stade                     | Vainqueur        | Score          | Finaliste      | Vainqueur        | Vainqueur      | Vainqueur      |
| --------- | ------------------------- | ---------------- | -------------- | -------------- | ---------------- | -------------- | -------------- |
| 2001-2002 | Stade national, Singapour | Nouvelle-Zélande | 21 – 17        | Argentine      | Fidji            | Pays de Galles | Corée du Sud   |
| 2002-2003 | Stade national, Singapour | Tournoi annulé   | Tournoi annulé | Tournoi annulé | Tournoi annulé   | Tournoi annulé | Tournoi annulé |
| 2003-2004 | Stade national, Singapour | Afrique du Sud   | 24 – 19        | Argentine      | Fidji            | Écosse         | Hong Kong      |
| 2004-2005 | Stade national, Singapour | Nouvelle-Zélande | 26 – 5         | Angleterre     | Australie        | France         | Taipei chinois |
| 2005-2006 | Stade national, Singapour | Fidji            | 40 – 21        | Angleterre     | Samoa            | Kenya          | Corée du Sud   |
| 2015-2016 | Stade national, Singapour | Kenya            | 30 – 7         | Fidji          | Samoa            | Écosse         | Russie         |
| 2016-2017 | Stade national, Singapour | Canada           | 30 – 7         | États-Unis     | Nouvelle-Zélande | Pays de Galles | Argentine      |
| 2017-2018 | Stade national, Singapour | Fidji            | 28 – 22        | Australie      | Nouvelle-Zélande | États-Unis     | Japon          |
| 2018-2019 | Stade national, Singapour | Afrique du Sud   | 20 – 19        | Fidji          | Samoa            | France         | Kenya          |